# 靉嘔

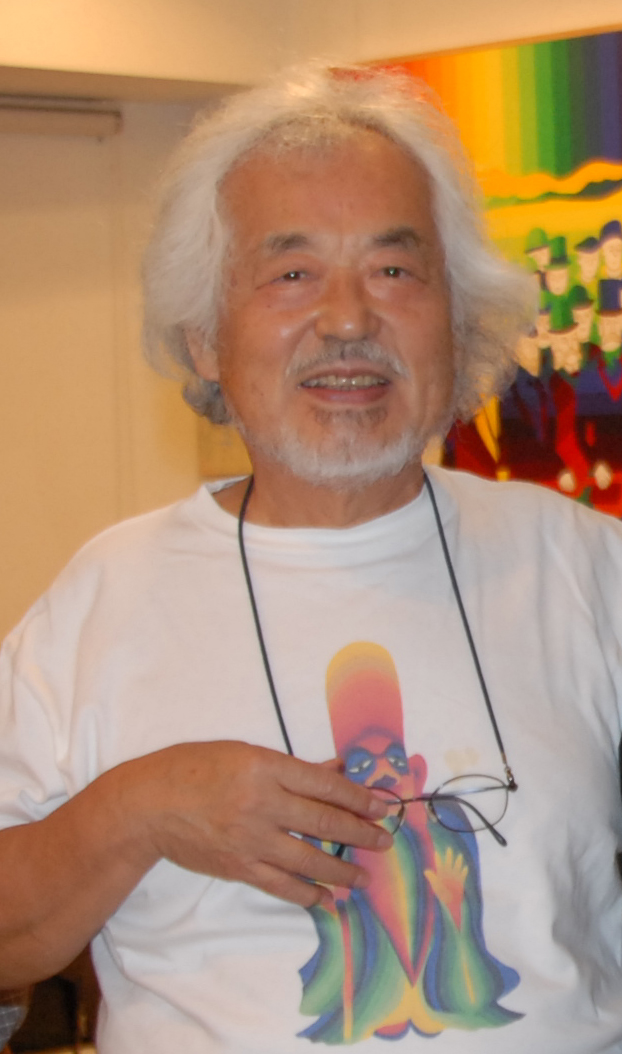
靉嘔（ギャラリー五辻にて）

靉 嘔（あい おう、英語: Ay-O 本名：飯島孝雄（いいじま たかお）、1931年5月19日 - ）は、日本の美術家。茨城県行方郡玉造町（現：行方市玉造）出身。
1960年代のフルクサスに、同運動の国際的な活動の初期の段階から携わっていた。「虹のアーティスト」として知られている。多摩美術大学美術学部客員教授を勤めていた。

## 人物
1961年にオノ・ヨーコがジョージ・マチューナスに靉嘔を紹介し、1963年に靉嘔もフルクサスに加わった。「Finger Boxe」という一連の作品とフルクサス時代の「イヴェント」で有名になった。ジョージ・マチューナス、エメット・ウィリアムス（Emmett Williams）、ディック・ヒギンズ（Dick Higgins）、ナム・ジュン・パイクなどの現代美術家たちとの親密な関わりの中で働いた。
靉嘔は、フルクサス以前の瑛九が創設した「デモクラート美術家協会」において自身のキャリアをスタートさせた。同協会は、芸術的自由と独立を美術制作の世界に推進した。このことの靉嘔への影響は、large Xを描いた彼の初期の一連の作品に見出される。なぜなら彼自身がまだまだオリジナルではないものだと考えている作品だからだ。
かつて日本には、「デモクラート美術家協会」に近い別の独立的運動が存在した。例えば、蒐集家・久保貞次郎の「創造美育」（Biiku）などが、美術教育における自由の育成を推進した。「創造美育」のアプローチは、ナチュラルに「素朴派」の形式を推進し、久保は社会における美術蒐集を広げるために、「小コレクターの会」（Small Collector Society）を推進している。この両運動が靉嘔と福井県を特異に結びつけた。

## 略歴
- 1931年：茨城県行方郡玉造町（現：行方市玉造）に生まれる
- 1953年：池田満寿夫らと共にデモクラート美術家協会に参加
- 1954年：東京教育大学（現：筑波大学）教育学部芸術学科卒業
- 1966年：ヴェニス・ビエンナーレに参加
- 1971年：サンパウロ・ビエンナーレに参加
- 2010年：茨城県つくば美術館にて「靉嘔 AY-O 1950s－2010展」開催

## 著書

### 著書
- 『Mr. Fluxus: A Collective Portrait of George Maciunas 1931-1978』, Thames & Hudson, 1998年
- 『Niji: Ai O hanga zen sakuhinshu, 1954-1979』、叢文社（英文）
- 『Ouzel』、筑摩書房、1978年
- 『ドゥリトル先生 海をゆく（The Voyages Of Doctor Dolittle）』（再話：C・W・ニコル、音楽：佐藤允彦、絵：靉嘔、ラボ教育センター、1977年）[2]
- 『版画芸術 107 靉嘔』、阿部出版、2000年、ISBN 978-4872421071
- 『Ay-O, Over the Rainbow, Ay-O Restrospective 1950-2006』 (174 pages) 、美術出版社、2006年 ISBN 4568103592

## 栄典
- 1995年 - 紫綬褒章
- 2005年 - 旭日小綬章[3]

## 参考
- 『Rainbow Rainbow prints, Catalogue raisonne』、阿部出版、2000年
- 『Japan Quarterly』、朝日新聞社編、1973年 v. 20 p187、v.22-23 1975年 - 1976年 p286
- Caroline Parsons『People the Japanese Know』、ジャパン・タイムス編、127 pages, 1989年 ISBN 4789004538
- Leigh Landy『Technology, Avant Garde collection (Interdisciplinary and International Series)』、p 23、1992年 ISBN 9051832869
- Hannah Higgins『Fluxus Experience』、カリフォルニア大学出版、2002年
- Owen Smith『Fluxus: The History of an Attitude』、サンディエゴ州立大学出版、1999年
- Midori Yoshimoto『Into Performance: Japanese Women Artists In New York』、p41、p118、ラトガース大学出版、2005年 ISBN 0813535212